# Submarine D-1
Submarine D-1 is een Amerikaanse dramafilm uit 1937 onder regie van Lloyd Bacon. Destijds werd de film in Nederland uitgebracht onder de titel De wonderbaarlijke avonturen van de onderzeeboot D-1.

## Verhaal
Butch Rogers en Sock McGillis zijn mariniers op een onderzeeër in Panama. Aan land dingen ze beiden om de gunst van de knappe Ann Sawyer, maar op zee zijn ze onafscheidelijke strijdmakers. Tijdens een oorlogssimulatie komt hun duikboot diep onder zee vast te zitten.

## Rolverdeling
| Acteur        | Personage          |
| ------------- | ------------------ |
| Pat O'Brien   | Butch Rogers       |
| George Brent  | Luitenant Matthews |
| Wayne Morris  | Sock McGillis      |
| Frank McHugh  | Lucky              |
| Doris Weston  | Ann Sawyer         |
| Henry O'Neill | Admiraal Thomas    |
| Dennie Moore  | Arabella           |
| Veda Ann Borg | Dolly              |
| Regis Toomey  | Tom Callan         |